# 租税特別措置法
租税特別措置法（そぜいとくべつそちほう、昭和32年3月31日法律第26号）は、国税の特例に関する日本の法律である。
法令番号は昭和32年法律第26号、1957年（昭和32年）3月31日に公布され、租税特別措置法（昭和21年法律第15号）を全部改正して制定された。

## 概要
所得税法、法人税法、地方法人税法、相続税法、地価税法、登録免許税法、消費税法、酒税法、たばこ税法、揮発油税法、地方揮発油税、石油石炭税法、航空機燃料税法、自動車重量税法、国際観光旅客税法及び印紙税法に対する特別法に位置付けることができると共に、国税通則法において規定される利子税等の割合に関しても特例を置き、これらの特例が適用された場合の国税徴収法の特例についても規定している。
対象となっているのは、国税通則法にいう国税であるので、国の課す税のうち、除外となる関税については別途関税暫定措置法に、とん税及び特別とん税については、それぞれの法律の附則に規定がされている。なお、地方税法の特例は、地方税法附則に規定されている。
租税特別措置法の各規定は、概ね非常に長文である。例えば、同法70条の6（農地等についての相続税の納税猶予及び免除等）は44項に渡り、更に同条に対応する政令（租税特別措置法施行令40条の7）は74項、規則（租税特別措置法施行規則23条の8）は38項に及ぶ。
また、同法は毎年改正され、制度の改正・廃止・新設が頻繁である。これらのことが国民の目から見て、日本の租税に関する法規、確定申告が難解になってしまう原因のひとつとなっている。

## 構成
- 第一章　総則（第一条―第二条の二）
- 第二章　所得税法の特例 
  - 第一節　利子所得および配当所得（第三条―第九条の九）
  - 第二節　不動産所得および事業所得
    - 第一款　特別税額控除および減価償却の特例（第十条―第十九条）
    - 第二款　準備金（第二十条・第二十一条）
    - 第三款　鉱業所得の課税の特例（第二十二条―第二十四条）
    - 第四款　農業所得の課税の特例（第二十四条の二―第二十五条）
    - 第五款　その他の特例（第二十五条の二―第二十八条の四）

  - 第三節　給与所得および退職所得等（第二十九条―第二十九条の四）
  - 第四節　山林所得および譲渡所得等 
    - 第一款　山林所得の課税の特例（第三十条・第三十条の二）
    - 第二款　長期譲渡所得の課税の特例（第三十一条―第三十一条の四）
    - 第三款　短期譲渡所得の課税の特例（第三十二条）
    - 第四款　収用等の場合の譲渡所得の特別控除等（第三十三条―第三十三条の六）
    - 第五款　特定事業の用地買収等の場合の譲渡所得の特別控除（第三十四条―第三十四条の三）
    - 第六款　居住用財産の譲渡所得の特別控除（第三十五条）
    - 第六款の二　特定の土地等の長期譲渡所得の特別控除（第三十五条の二・第三十五条の三）
    - 第七款　譲渡所得の特別控除額の特例（第三十六条）
    - 第七款の二　居住用財産の買換えの場合等の長期譲渡所得の課税の特例（第三十六条の二―第三十六条の五）
    - 第八款　特定の事業用資産の買換えの場合等の譲渡所得の課税の特例（第三十七条―第三十七条の九）
    - 第九款　有価証券の譲渡による所得の課税の特例等（第三十七条の十―第三十八条）
    - 第十款　その他の特例（第三十九条―第四十条の三の二）

  - 第四節の二　内部取引に係る課税の特例等（第四十条の三の三・第四十条の三の四）
  - 第四節の三　居住者の外国関係会社に係る所得等の課税の特例 
    - 第一款　居住者の外国関係会社に係る所得の課税の特例（第四十条の四―第四十条の六）
    - 第二款　特殊関係株主等である居住者に係る外国関係法人に係る所得の課税の特例（第四十条の七―第四十条の九）

  - 第五節　住宅借入金等を有する場合の特別税額控除（第四十一条―第四十一条の三の二）
  - 第六節　その他の特例（第四十一条の四―第四十二条の三）
- 第三章　法人税法の特例 
  - 第一節　中小企業者等の法人税率の特例（第四十二条の三の二）
  - 第一節の二　特別税額控除及び減価償却の特例（第四十二条の四―第五十四条）
  - 第二節　準備金等（第五十五条―第五十七条の九）
  - 第三節　鉱業所得の課税の特例（第五十八条・第五十九条）
  - 第三節の二　対外船舶運航事業を営む法人の日本船舶による収入金額の課税の特例（第五十九条の二）
  - 第三節の三　沖縄の認定法人の課税の特例（第六十条）
  - 第三節の四　国家戦略特別区域における指定法人の課税の特例（第六十一条）
  - 第四節　認定農地所有適格法人の課税の特例（第六十一条の二・第六十一条の三）
  - 第四節の二　交際費等の課税の特例（第六十一条の四）
  - 第五節　使途秘匿金の支出がある場合の課税の特例（第六十二条・第六十二条の二）
  - 第五節の二　土地の譲渡等がある場合の特別税率（第六十二条の三・第六十三条）
  - 第六節　資産の譲渡の場合の課税の特例 
    - 第一款　収用等の場合の課税の特例（第六十四条―第六十五条の二）
    - 第二款　特定事業の用地買収等の場合の所得の特別控除（第六十五条の三―第六十五条の五）
    - 第二款の二　特定の長期所有土地等の所得の特別控除（第六十五条の五の二）
    - 第三款　資産の譲渡に係る特別控除額の特例（第六十五条の六）
    - 第四款　特定の資産の買換えの場合等の課税の特例（第六十五条の七―第六十六条の二）

  - 第六節の二　特別事業再編を行う法人の株式を対価とする株式等の譲渡に係る所得の計算の特例（第六十六条の二の二）
  - 第七節　景気調整のための課税の特例（第六十六条の三）
  - 第七節の二　国外関連者との取引に係る課税の特例等（第六十六条の四―第六十六条の四の五）
  - 第七節の三　関連者等に係る利子等の課税の特例  
    - 第一款　国外支配株主等に係る負債の利子等の課税の特例（第六十六条の五）
    - 第二款　関連者等に係る純支払利子等の課税の特例（第六十六条の五の二・第六十六条の五の三）

  - 第七節の四　内国法人の外国関係会社に係る所得等の課税の特例 
    - 第一款　内国法人の外国関係会社に係る所得の課税の特例（第六十六条の六―第六十六条の九）
    - 第二款　特殊関係株主等である内国法人に係る外国関係法人に係る所得の課税の特例（第六十六条の九の二―第六十六条の九の五）

  - 第八節　その他の特例（第六十六条の十―第六十八条の七）
  - 第九節　中小企業者等である連結法人の法人税率の特例（第六十八条の八）
  - 第十節　連結法人の特別税額控除および減価償却の特例（第六十八条の九―第六十八条の四十二）
  - 第十一節　連結法人の準備金等（第六十八条の四十三―第六十八条の五十九）
  - 第十二節　削除
  - 第十三節　連結法人の鉱業所得の課税の特例（第六十八条の六十一・第六十八条の六十二）
  - 第十三節の二　対外船舶運航事業を営む連結法人の日本船舶による収入金額の課税の特例（第六十八条の六十二の二）
  - 第十四節　連結法人である沖縄の認定法人の課税の特例（第六十八条の六十三）
  - 第十四節の二　国家戦略特別区域における連結法人である指定法人の課税の特例（第六十八条の六十三の二）
  - 第十五節　連結法人である認定農地所有適格法人の課税の特例（第六十八条の六十四・第六十八条の六十五）
  - 第十六節　連結法人の交際費等の課税の特例（第六十八条の六十六）
  - 第十七節　連結法人に使途秘匿金の支出がある場合の課税の特例（第六十八条の六十七）
  - 第十八節　連結法人の土地の譲渡等がある場合の特別税率（第六十八条の六十八・第六十八条の六十九）
  - 第十九節　連結法人の資産の譲渡の場合の課税の特例 
    - 第一款　収用等の場合の課税の特例（第六十八条の七十―第六十八条の七十三）
    - 第二款　特定事業の用地買収等の場合の連結所得の特別控除（第六十八条の七十四―第六十八条の七十六）
    - 第二款の二　特定の長期所有土地等の連結所得の特別控除（第六十八条の七十六の二）
    - 第三款　資産の譲渡に係る特別控除額の特例（第六十八条の七十七）
    - 第四款　特定の資産の買換えの場合等の課税の特例（第六十八条の七十八―第六十八条の八十五）

  - 第二十節　特別事業再編を行う法人の株式を対価とする株式等の譲渡に係る連結所得の計算の特例（第六十八条の八十六）
  - 第二十一節　連結法人の景気調整のための課税の特例（第六十八条の八十七）
  - 第二十二節　連結法人の国外関連者との取引に係る課税の特例等（第六十八条の八十八・第六十八条の八十八の二）
  - 第二十三節　連結法人の関連者等に係る利子等の課税の特例  
    - 第一款　連結法人の国外支配株主等に係る負債の利子等の課税の特例（第六十八条の八十九）
    - 第二款　連結法人の関連者等に係る純支払利子等の課税の特例（第六十八条の八十九の二・第六十八条の八十九の三）

  - 第二十四節　連結法人の外国関係会社に係る所得等の課税の特例 
    - 第一款　連結法人の外国関係会社に係る所得の課税の特例（第六十八条の九十―第六十八条の九十三）
    - 第二款　特殊関係株主等である連結法人に係る外国関係法人に係る所得の課税の特例（第六十八条の九十三の二―第六十八条の九十三の五）

  - 第二十五節　連結法人のその他の特例（第六十八条の九十四―第六十八条の百十一）
- 第四章　相続税法の特例（第六十九条―第七十条の十三）
- 第四章の二　地価税法の特例（第七十一条―第七十一条の十七）
- 第五章　登録免許税法の特例（第七十二条―第八十四条の七）
- 第六章　消費税法等の特例 
  - 第一節　消費税法の特例（第八十五条―第八十六条の六）
  - 第二節　酒税法の特例（第八十七条―第八十七条の八）
  - 第二節の二　たばこ税法の特例（第八十八条―第八十八条の四）
  - 第三節　揮発油税法および地方揮発油税法の特例（第八十八条の五―第九十条の三）
  - 第三節の二　石油石炭税法の特例 
    - 第一款　地球温暖化対策のための課税の特例（第九十条の三の二―第九十条の三の四）
    - 第二款　その他の特例（第九十条の四―第九十条の七）

  - 第三節の三　航空機燃料税法の特例（第九十条の八―第九十条の九）
  - 第三節の四　自動車重量税法の特例（第九十条の十―第九十条の十五）
  - 第三節の五　国際観光旅客税法の特例（第九十条の十六）
  - 第四節　印紙税法の特例（第九十一条―第九十二条）
- 第七章　利子税等の割合の特例（第九十三条―第九十六条）
- 第八章　雑則（第九十七条・第九十八条）
- 附則

## 規模
租税特別措置の適用実態は、国会への報告事項となっている。
| 種類           | 適用額（億円）                                                       | 適用額（億円） |
| -------------- | -------------------------------------------------------------------- | -------------- |
| 法人税率の特例 | 計                                                                   | 44,357         |
| 法人税率の特例 | うち、中小企業者等の法人税率の特例                                   | 44,020         |
| 税額控除       | 計                                                                   | 13,289         |
| 税額控除       | うち、試験研究を行った場合の法人税額の特別控除                       | 7,636          |
| 税額控除       | うち、給与等の支給額が増加した場合の法人税額の特別控除               | 5,150          |
| 税額控除       | うち、特定株式投資信託の収益の分配に係る受取配当等の益金不算入の特例 | 11,710         |
| 税額控除       | うち、特定の資産の買換えの場合等の課税の特例                         | 5,364          |
| 特別償却       | 計                                                                   | 8,369          |
| 特別償却       | うち、中小企業者等が特定経営力向上設備等を取得した場合の特別償却     | 5,005          |
| 準備金         | 計                                                                   | 6,575          |